# Carl Alexander Spatz

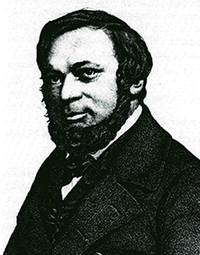
Carl Alexander Spatz (1810–1856)

Carl Alexander Spatz (* 4. September 1810 in Speyer; † 9. Juli 1856 in Frankenthal) war ein deutscher Jurist und Politiker.

## Leben
Er war der Sohn des Kreisbaurates Johann Bernhard Spatz (1782–1840) und dessen erster Gattin Charlotte Katharina geb. Holtzmann (1784–1825). Carl Alexander Spatz studierte von 1828 bis 1832 an den Universitäten Heidelberg und München Rechtswissenschaften. Ab 1836 arbeitete er als Anwalt in Frankenthal.
1848 trat er im Zuge der Märzrevolution als Unterzeichner von liberalen Petitionen und als Teilnehmer einer Deputation nach München politisch in Erscheinung, nahm am Vorparlament teil und wurde Mitglied des Fünfzigerausschusses. Vom 18. Mai 1848 bis zum Ende des Rumpfparlaments am 18. Juni 1849 war er Abgeordneter für Frankenthal in der Frankfurter Nationalversammlung, wo er zur linken Fraktion Deutscher Hof zählte. Im Rumpfparlament war er Mitglied des Fünfzehnerausschusses, nachdem er zuvor bereits Mitglied im Ausschuss zur Durchsetzung der Reichsverfassung war. Im Zuge der Reichsverfassungskampagne nahm Spatz am Pfälzer Aufstand teil.
1853 wurde Spatz aufgrund von Kontakten zu politischen Flüchtlingen als Anwalt suspendiert und lebte anschließend als Kaufmann in Frankenthal.